# Clemens Hellsberg

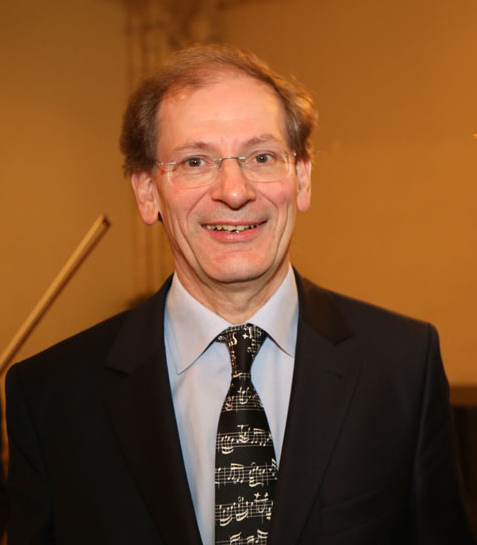
Clemens Hellsberg (2013)

Clemens Hellsberg (* 28. März 1952 in Linz) ist ein österreichischer Violinist und war von 1997 bis 2014 Vorstand der Wiener Philharmoniker.

## Leben
Nach dem Besuch des Wiener Schottengymnasiums studierte Hellsberg Musikwissenschaft und Alte Geschichte an der Universität Wien, wo er 1980 promovierte. Gleichzeitig studierte er Violine an der Musikhochschule Wien. Beim Bundesheer gehörte er dem Jagdkommando an. 1976 wurde er beim Orchester der Wiener Staatsoper angestellt, seit 1978 spielt er als Primgeiger im Orchester der Wiener Staatsoper. Die Philharmoniker nahmen ihn 1980 auf. Von 1997 bis 2014 war er als Nachfolger von Werner Resel deren Vorstand. Im September 2014 folgte ihm in dieser Funktion Andreas Großbauer nach. 2016 ging er in Pension.
Bekanntheit erlangte Hellsberg auch durch sein 1992 erschienenes Buch Demokratie der Könige. Die Geschichte der Wiener Philharmoniker. Österreichs Grüne haben die Publikation wegen offenkundiger Auslassungen zur nationalsozialistischen Vergangenheit der Wiener Philharmoniker kritisiert.
Seit 1974 ist er Mitglied der katholischen Studentenverbindung KÖStV Rudolfina Wien im ÖCV.

## Publikationen
- 1992: Demokratie der Könige: Die Geschichte der Wiener Philharmoniker. Musikverlag Schott, Mainz 1992, ISBN 978-3795702366
- 2015: Philharmonische Begegnungen: Die Welt der Wiener Philharmoniker als Mosaik. Braumüller Verlag, Wien 2015, ISBN 978-3-99100-161-4
- 2016: Philharmonische Begegnungen 2: Die Welt der Wiener Philharmoniker als Mosaik. Braumüller Verlag, Wien 2016, ISBN 978-3-99100-188-1
- 2021: Schröcksnadel, gemeinsam mit Josef Metzger, Seifert Verlag, Wien 2021, ISBN 978-3-904123-52-5[6]

## Ehrungen
- 1999: Komtur des Päpstlichen Ritterordens des heiligen Gregors des Großen[7]
- 2002: Berufstitel Professor
- 2011: Ehrenzeichen des Landes Salzburg[8]
- 2012: Marietta und Friedrich Torberg-Medaille der Israelitischen Kultusgemeinde Wien.
- 2013: Goldenes Ehrenzeichen für Verdienste um das Land Wien
- 2014: Orden der Aufgehenden Sonne, 3. Klasse[9][10]
- 2014: Verdienstorden Pro Merito Melitensi[11]
- 2015: Chevalier de l’Ordre des Arts et Lettres[12]